# Scott Cunningham (Ökonom)
Scott Cunningham (* 3. November 1975) ist ein US-amerikanischer Ökonom.
Cunnigham erwarb einen Bachelor in Literatur an der University of Tennessee und wurde 2007 an der University of Georgia in Ökonomie promoviert.
Er ist Professor an der Baylor University und hat sich auf quantitative Kausalitätsmodelle in den Sozialwissenschaften spezialisiert.

## Publikationen (Auswahl)
- The Oxford handbook of the economics of prostitution. Oxford University Press, 2016.
- Causal inference: The mixtape. Yale University Press, 2021.